# Cassago Brianza
Cassago Brianza est une commune italienne de la province de Lecco dans la région Lombardie en Italie. Elle est généralement identifiée au Cassiciacum antique, cité dans Les Confessions d'Augustin.

## Administration
| Période                                  | Période | Identité | Étiquette | Qualité |
| ---------------------------------------- | ------- | -------- | --------- | ------- |
|                                          |         |          |           |         |
| Les données manquantes sont à compléter. |         |          |           |         |

### Communes limitrophes
Barzanò, Bulciago, Cremella, Monticello Brianza, Nibionno, Renate, Veduggio con Colzano